# Rajkonkoski (stacja kolejowa)
Rajkonkoski (ros. Райконкоски, krl. Raikonkoski, fiń. Roikonkoski) – stacja kolejowa w miejscowości Rajkonkoski, w rejonie suojarwskim, w Karelii, w Rosji. Położona jest na linii Chijtoła – Suojarwi.
Stacja powstała w okresie międzywojennym, gdy tereny te przynależały do Finlandii.

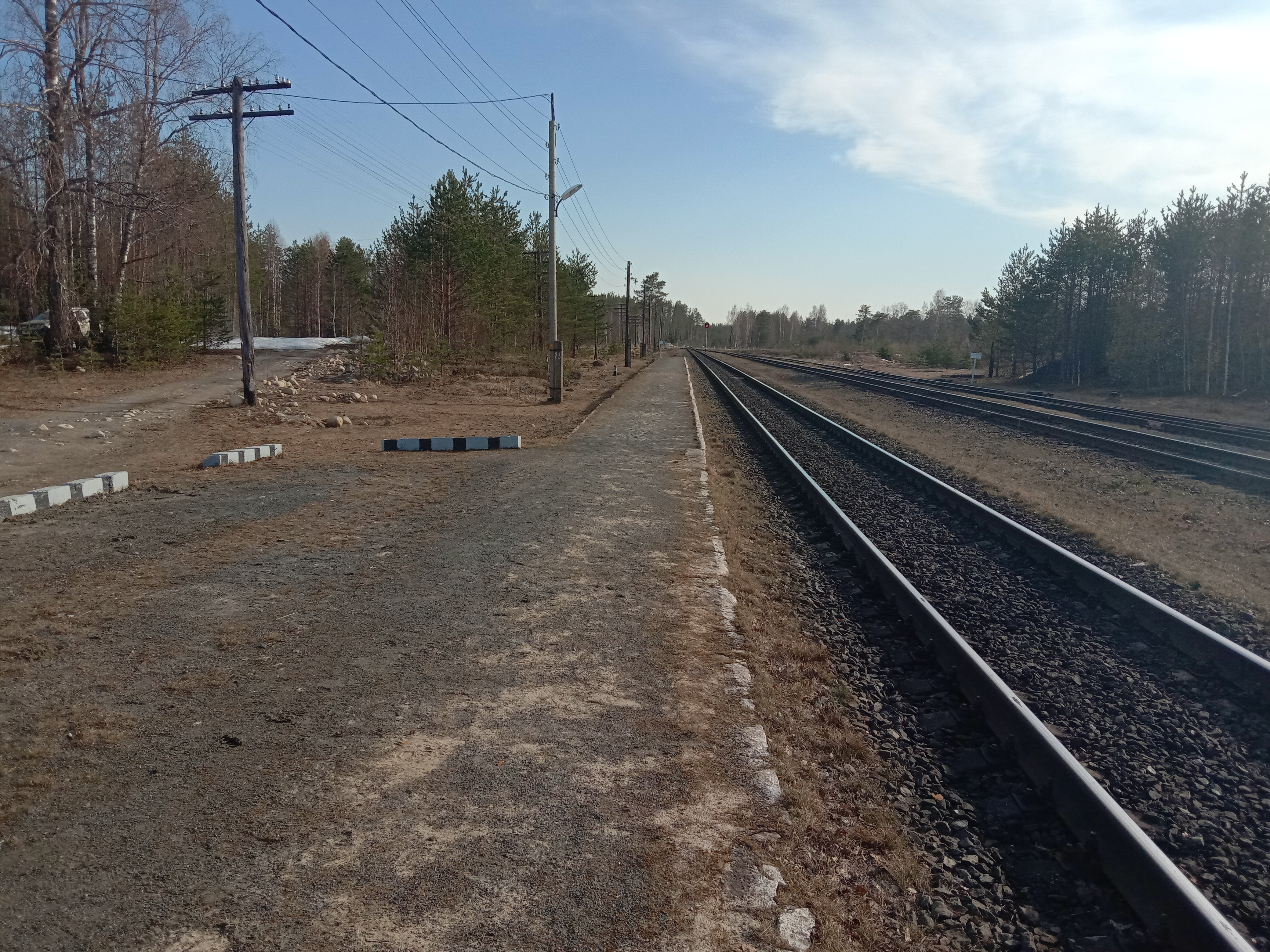
widok w stronę Janisjarwi